# Mpanjaka
À Madagascar, Mpanjaka est un terme générique servant à désigner le souverain, roi ou reine. On peut aussi dire Andriamanjaka ou dans certaines régions, Ampanjaka. Dans un souci de précision, les reines sont aussi parfois qualifiées de mpanjakavavy.

## Étymologie
« mp-an-zaka », du malgache zaka, qui signifie « discours, parole » dans les régions du sud-est et « qu'on peut porter » sur les hauts-plateaux, et mp-, préfixe dérivatif de nom.